# Ataléia
Ataléia är en kommun i Brasilien.   Den ligger i delstaten Minas Gerais, i den sydöstra delen av landet, 800 km öster om huvudstaden Brasília. Antalet invånare är 14 451.
Omgivningarna runt Ataléia är huvudsakligen savann. Runt Ataléia är det mycket glesbefolkat, med 6 invånare per kvadratkilometer.